# Districtul Grieskirchen
Grieskirchen este un bezirk în regiunea Oberösterreichischer Zentralraum în Bundeslandul Oberösterreich, Austria. Reședința se numește Grieskirchen.
Are o suprafață de 579,06 km². Populația este de 65.660 locuitori, determinată în 1 ianuarie 2022, prin estimare[*].